# Dime

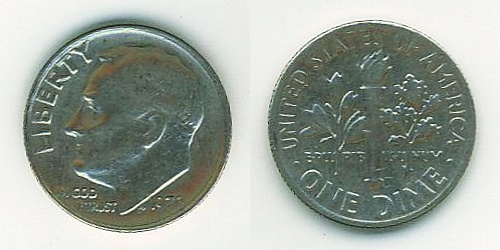
awers i rewers monety

Dime (czyt. daɪm) – amerykańska moneta dziesięciocentowa.
Masa monety wynosi obecnie 2,268 g, średnica 17,91 mm, grubość 1,35 mm. Moneta jest ząbkowana – na jej obwodzie znajduje się 118 ząbków. Wykonana jest z miedzi (rdzeń monety) oraz stopu niklowomiedziowego (75% Cu i 25% Ni – zewnętrzna warstwa) tak, że całkowite proporcje obu metali w całej monecie wynoszą 91,67% Cu i 8,33% Ni. Do roku 1964 włącznie, amerykańskie monety dziesięciocentowe były bite w srebrze.

## Historia
Nazwa "dime" wywodzi się z francuskiego słowa disme (współcześnie pisanego jak dîme), a to z łac. decima, oznaczającego jedną dziesiątą część czegoś (w tym wypadku – jedną dziesiątą dolara).
W 1792 wybito próbne monety disme oraz half disme.
Od 1837, wszystkie amerykańskie dziesięciocentówki posiadają nominał określony słowem dime. Pięciocentówki nosiły nazwę half dime w latach 1837–1873.

## Użycie terminu poza Stanami Zjednoczonymi
Nazwa dime widnieje również na dzisięciocentowych monetach Królestwa Hawajów wybitych w 1883.
Jest również nieoficjalnie używana wobec dziesięciocentowej monety kanadyjskiej.